# Euphonia fulvicrissa
Euphonia fulvicrissa là một loài chim trong họ Fringillidae.